# Energidepartementet
Das Energidepartementet (deutsch Ministerium für Energie) ist das norwegische Energieministerium. Hauptaufgabe des Ministeriums ist es, eine einheitliche Energiepolitik zu schaffen. Seit März 2022 ist Terje Aasland (Ap) von der Arbeiderpartiet der Energieminister Norwegens.

## Geschichte
Das Ministerium wurde im Januar 1978 unter der Regierung Nordli gegründet. Erster Erdöl- und Energieminister wurde Bjartmar Gjerde von der sozialdemokratischen Arbeiderpartiet. Im Jahr 1993 wurde das Erdöl- und Energieministerium (Olje- og energidepartementet) abgewickelt und in das mit neuen Zuständigkeiten ausgestattete Ministerium für Wirtschaft und Energie (Nærings- og energidepartementet) eingegliedert. Im Oktober 1996 wurde dort ein zweites Ministeramt geschaffen, so dass es neben dem Wirtschaftsminister auch eine Energieministerin gab. Zum 1. Januar 1997 wurde das neue Erdöl- und Energieministerium gegründet.
Beim Terrorangriff auf das Regierungsviertel Oslos, das Regjeringskvartalet, durch den Rechtsextremisten Anders Behring Breivik am 22. Juli 2011 wurde der Hauptsitz des Ministeriums stark beschädigt. Das Ministerium musste deshalb in der Folge umziehen und das Gebäude wurde schließlich 2019 abgerissen.
Zum 1. Januar 2024 wurde das Ministerium in Energieministerium (Energidepartementet) umbenannt.

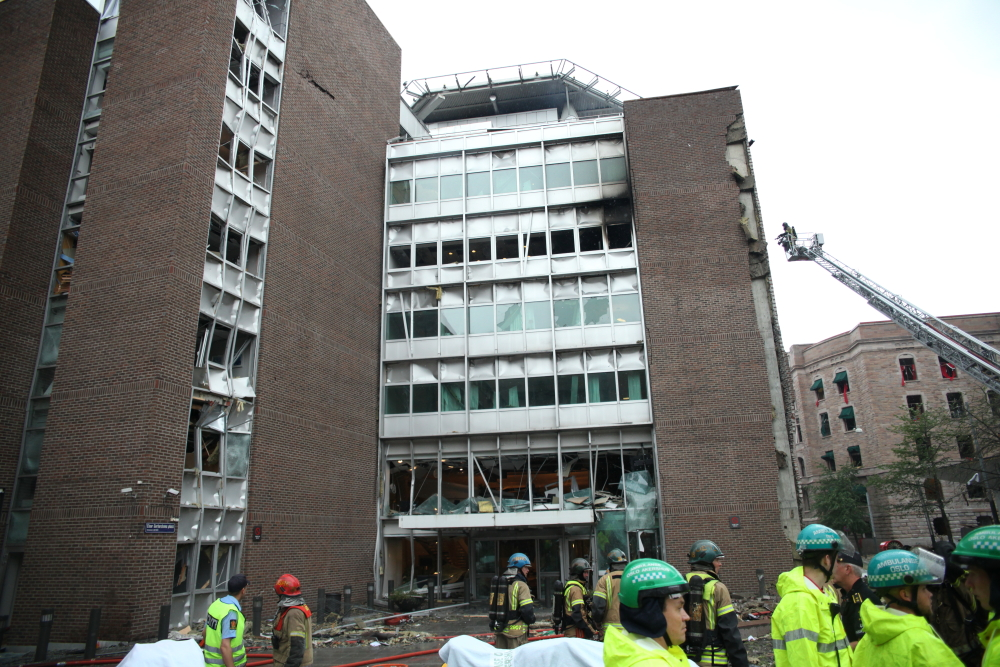
Ehemaliger Hauptsitz des Ministeriums nach dem 22. Juli 2011
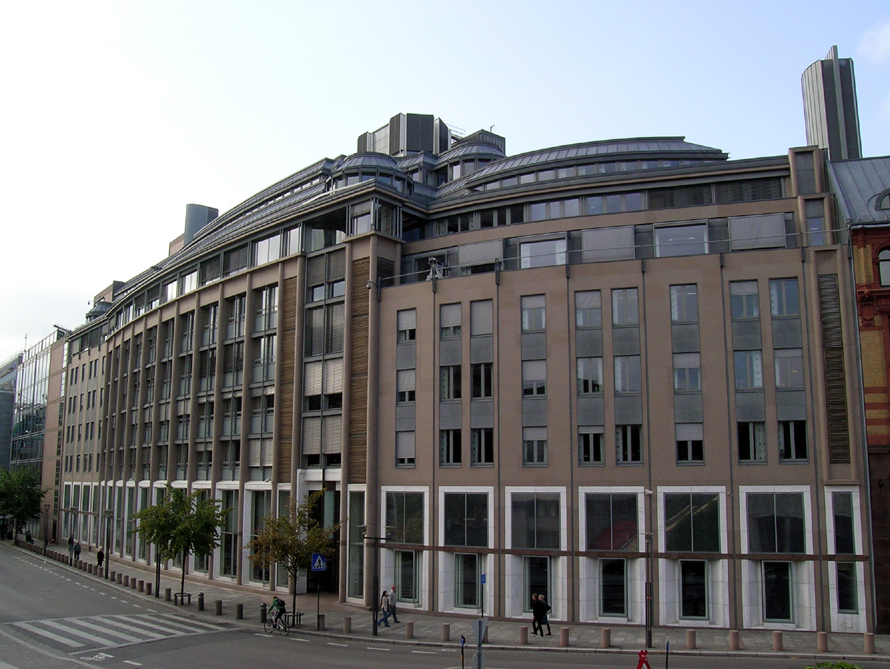
Neuer Hauptsitz an der Akersgata

## Organisation
Dem Ministerium nachgeordnet sind die beiden Behörden Norges vassdrags- og energidirektorat (NVE) und das Oljedirektoratet.

## Minister
Im März 2022 übernahm Terje Aasland von der Arbeiderpartiet (Ap) das Amt der des Ministers für Erdöl und Energie von seiner Parteikollegin Marte Mjøs Persen.